# Mysterious Skin
Mysterious Skin är en amerikansk-nederländsk film från 2004.

## Handling
Två 8-åriga killar utsätts en sommar för ett sexuellt övergrepp av tränaren i knattelaget. Filmen handlar om hur killarna under de följande 10 åren bearbetar detta: Neil prostituerar sig och ler mest åt minnet medan Brian har utvecklat en minnesförlust och tror att han under de fem timmarna blev bortförd av utomjordingar.

## Skådespelare (urval)
- Joseph Gordon-Levitt - Neil
- Chase Ellison - 8-åriga Neil
- Brady Corbet - Brian
- George Webster - 8-åriga Brian
- Michelle Trachtenberg - Wendy
- Elisabeth Shue - Fru McCormick